# Złoto drapieżcy
Złoto drapieżcy (ang. Predator's Gold) – powieść fantasy autorstwa Philip Reevea, wydana w 2003 roku. Książka, umiejscowiona w latach 40. XX wieku, jest pierwszą opublikowaną i zarazem najbardziej znaną częścią cyklu Żywe maszyny. Tom i Hester wciąż muszą uciekać dwa lata po zniszczeniu Londynu.

## Bohaterowie
- Tom Natsworthy
- Hester Shaw
- Freya Rasmussen
- Nimrod Pennyroyal
- Anna Fang
- Piotr Masgard